# Spa, Belgien

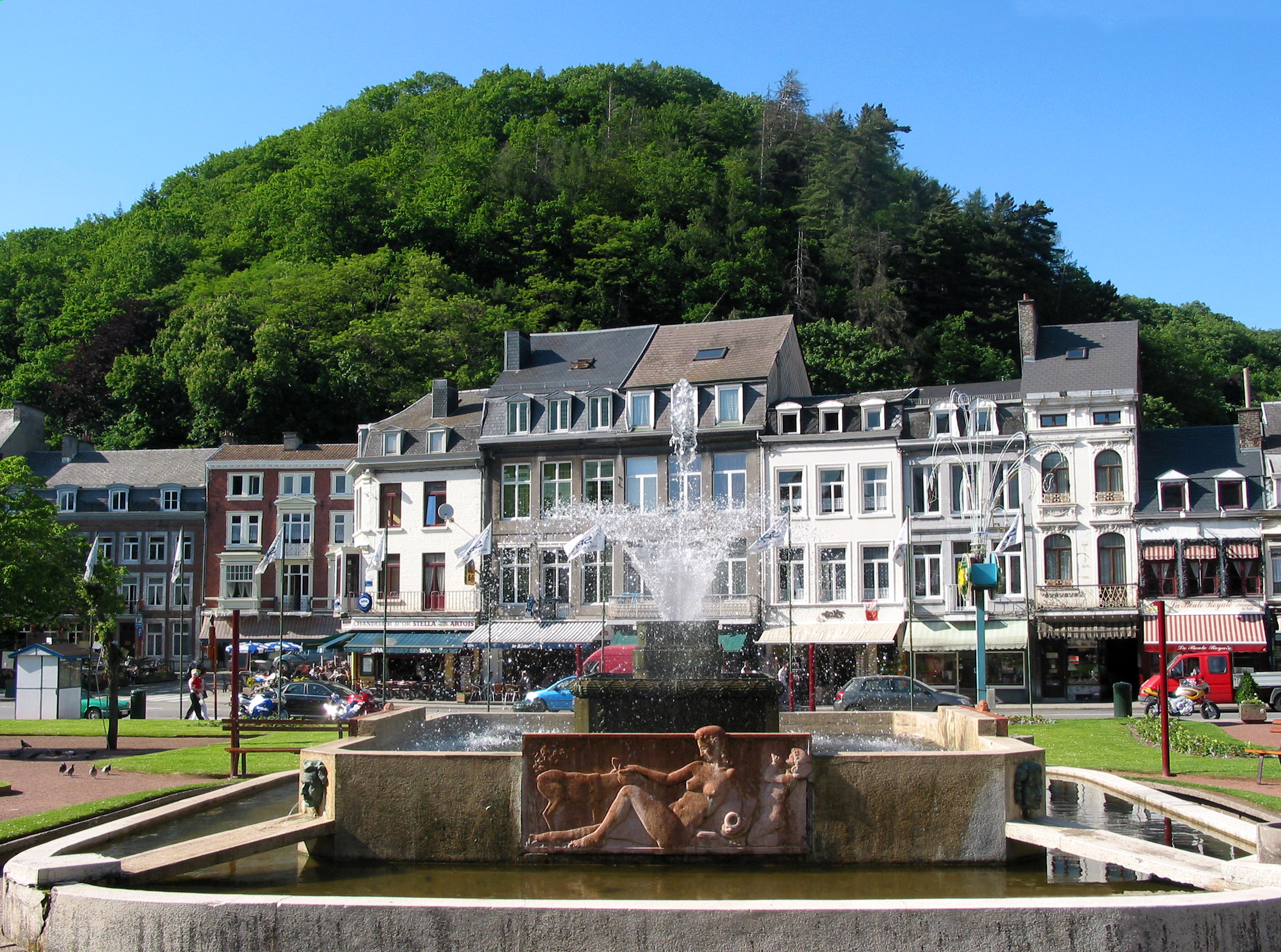
Vattenstaden Spa

Spa (vallonska: Spå) är en stad i provinsen Liège i Belgien med 11 000 invånare. Spa är belägen i en dalgång, vars väggar består av bergskedjan Ardennerna.
Mineralhaltiga och varma källor i området gjorde orten till en av Europas främsta kurorter under 1300-talet och ortens namn har blivit en eponym för liknande inrättningar, "spa". Källorna i Spa blev berömda för sina helande krafter, som bad- och dricksvatten. Det produceras fortfarande mineralvatten i Spa.
I Spa bildade tysk militär ett högkvarter 1918 under första världskriget, och det var därifrån de sände sin delegation för att möta Ferdinand Foch för att överlägga om fredsförhandlingar.
Under senare tid har Spa blivit ett centrum för formel 1 genom att Circuit de Spa-Francorchamps finns där.